# Juan Manuel de Rosas
Juan Manuel José Domingo Ortiz de Rosas (Buenos Aires, 30 de março de 1793 – Southampton, 14 de março de 1877), apelidado de "o Restaurador das Leis", foi um político e oficial militar argentino que governou a província de Buenos Aires e brevemente a Confederação Argentina. Nasceu em uma família rica, porém mesmo assim conseguiu acumular uma riqueza pessoal, adquirindo grandes extensões de terra no processo. Rosas colocou seus trabalhadores em uma milícia particular, algo comum para proprietários rurais da época, e participou de disputas entre facções que levaram a várias guerras civis no país. Foi bem sucedido na guerra, conseguiu influência pessoal e era seguido por um exército particular leal, tornando-se o modelo do caudilho, como os senhores provinciais da região eram conhecidos. Rosas eventualmente alcançou a patente de brigadeiro-general, a mais alta do exército argentino, e tornou-se o líder incontestável do Partido Federal.
Rosas foi eleito governador em dezembro de 1829 e estabeleceu uma ditadura apoiada pelo Terrorismo de Estado. Assinou o Pacto Federal em 1831, reconhecendo a autonomia provincial e criando a Confederação Argentina. Seu mandato terminou em 1832 e Rosas partiu para as fronteiras a fim de travar uma guerra contra populações indígenas. Seus apoiadores realizaram em 1835 um golpe de estado em Buenos Aires e pediram para que ele retornasse mais uma vez como governador. Rosas restabeleceu sua ditadura e formou a Mazorca, uma polícia armada repressiva que matou centenas de civis. As eleições acabaram tornando-se farsas e os poderes legislativo e judiciário foram transformados em instrumentos de sua vontade. Rosas também criou um culto de personalidade e seu regime se tornou totalitário, com todos os aspectos da sociedade sendo rigidamente controlados.
Enfrentou muitas ameaças contra seu poder no final da década de 1830 e início da de 1840: Rosas travou uma guerra com a Confederação Peru-Boliviana, sofreu um bloqueio naval promovido pela França, enfrentou uma revolta em sua própria província e lutou durante anos contra uma rebelião que se espalhou pelos outros territórios. Mesmo assim perseverou e ampliou sua influência, exercendo controle efetivo de todas as províncias através de meios diretos ou indiretos. Por volta de 1848, seu poder se estendia para além das fronteiras de Buenos Aires e governava toda a Argentina. Rosas também tentou anexar os países vizinhos do Uruguai e Paraguai. Os franceses e britânicos retaliaram em conjunto contra o expansionismo argentino, bloqueando Buenos Aires pela maior parte da segunda metade dos anos 1840, porém eventualmente foram incapazes de parar Rosas, cujo prestígio tinha crescido enormemente devido seus sucessos.
O Império do Brasil começou a prestar ajuda ao Uruguai em sua luta contra a Argentina, com Rosas declarando guerra em agosto de 1851 e iniciando a Guerra do Prata. O curto conflito terminou no ano seguinte com sua derrota e fuga para o Reino Unido. Passou seus últimos anos em exílio vivendo como arrendatário rural até morrer em 1877. Rosas ganhou uma duradoura percepção pública entre os argentinos como um tirano brutal. Desde a década de 1930, um movimento político, autoritário, antissemita e racista chamado de Revisionismo tem tentado melhorar sua reputação e estabelecer uma nova ditadura seguindo o modelo de seu regime. Os restos de Rosas foram repatriados em 1989 pelo governo de Carlos Menem em uma tentativa de promover a unidade nacional, procurando perdão para ele e especialmente para a ditadura militar da década de 1970. Rosas permanece no século XXI como uma figura controversa na história argentina.

## Início de vida

### Nascimento

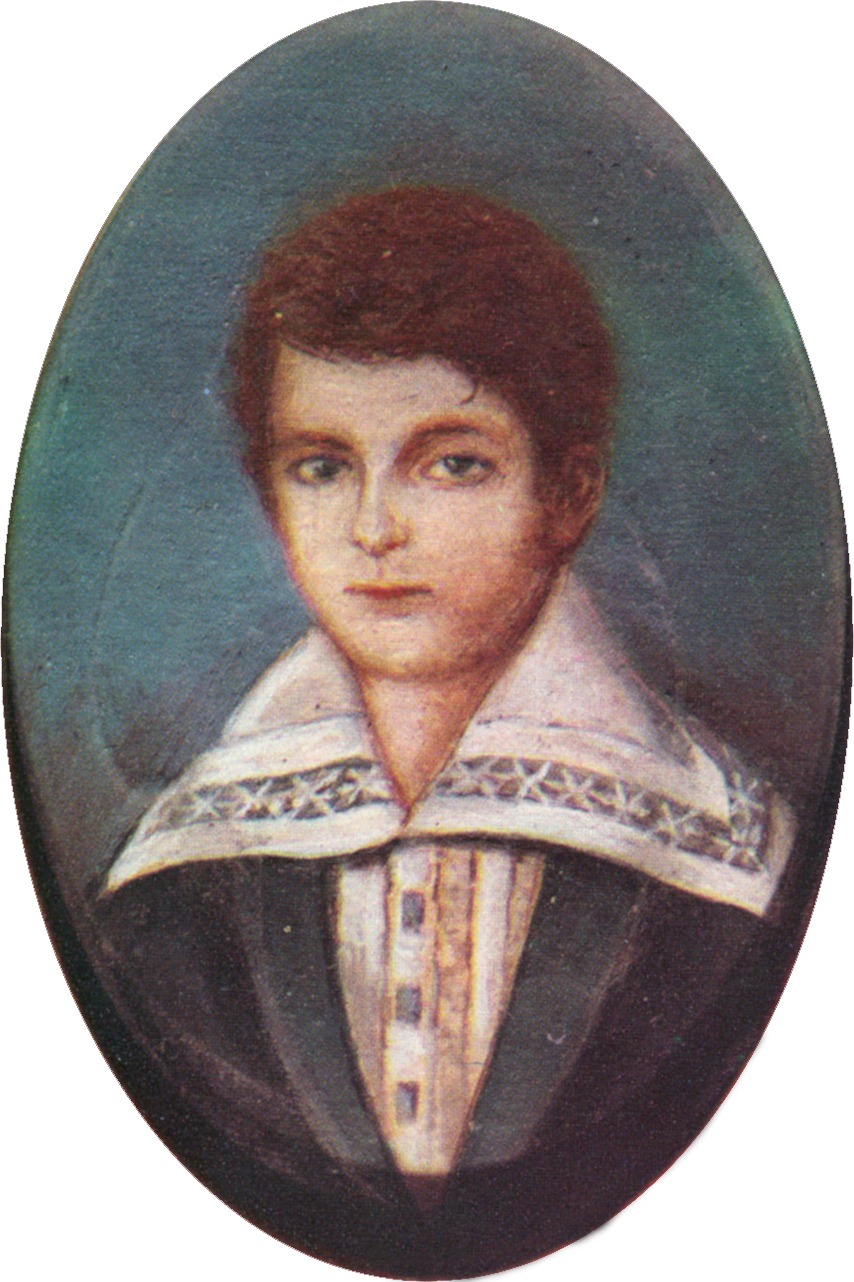
Rosas c. 1803.

Juan Manuel José Domingo Ortiz de Rosas nasceu em 30 de março de 1793 na casa de sua família na cidade de Buenos Aires, capital do então Vice-Reino do Rio da Prata. Era o primeiro filho de León Ortiz de Rozas e Agustina López de Osornio. Seu pai era filho de um imigrante espanhol vindo da província de Burgos e um oficial militar com uma carreira medíocre, tendo se casado em uma rica família crioula. A personalidade do jovem Rosas foi muito influenciada por sua mãe, uma mulher obstinada e dominadora que adquiriu essas traços de seu próprio pai Clemente López de Osornio, um senhor de terras que tinha morrido em 1783 defendendo sua propriedade de um ataque índio.
Rosas foi educado particularmente em casa até os oito anos de idade como era o costume da época, em seguida matriculando-se naquela que era considerada a melhor escola de Buenos Aires. Sua educação foi fraca apesar de ser condizente com o filho de um rico senhor de terras. De acordo com o historiador John Lynch, a educação de Rosas "foi suplementada por seus próprios esforços nos anos que se seguiram. Rosas não era inteiramente iletrado, porém a época, o lugar e seus próprios preconceitos limitavam a escolha de autores. Aparentemente conhecia simpaticamente, senão superficialmente, alguns pensadores políticos menores do absolutismo francês.
Uma força expedicionária britânica invadiu Buenos Aires em 1806. Rosas, então com treze anos, serviu distribuindo munições para as tropas em uma força organizada pelo vice-rei Santiago de Liniers. Os britânicos foram derrotados em agosto de 1806, porém voltaram no ano seguinte. Rosas foi designado para a Cavalaria dos Migueletes, apesar de provavelmente ter sido barrado do serviço ativo por causa de uma doença.

### Estancieiro

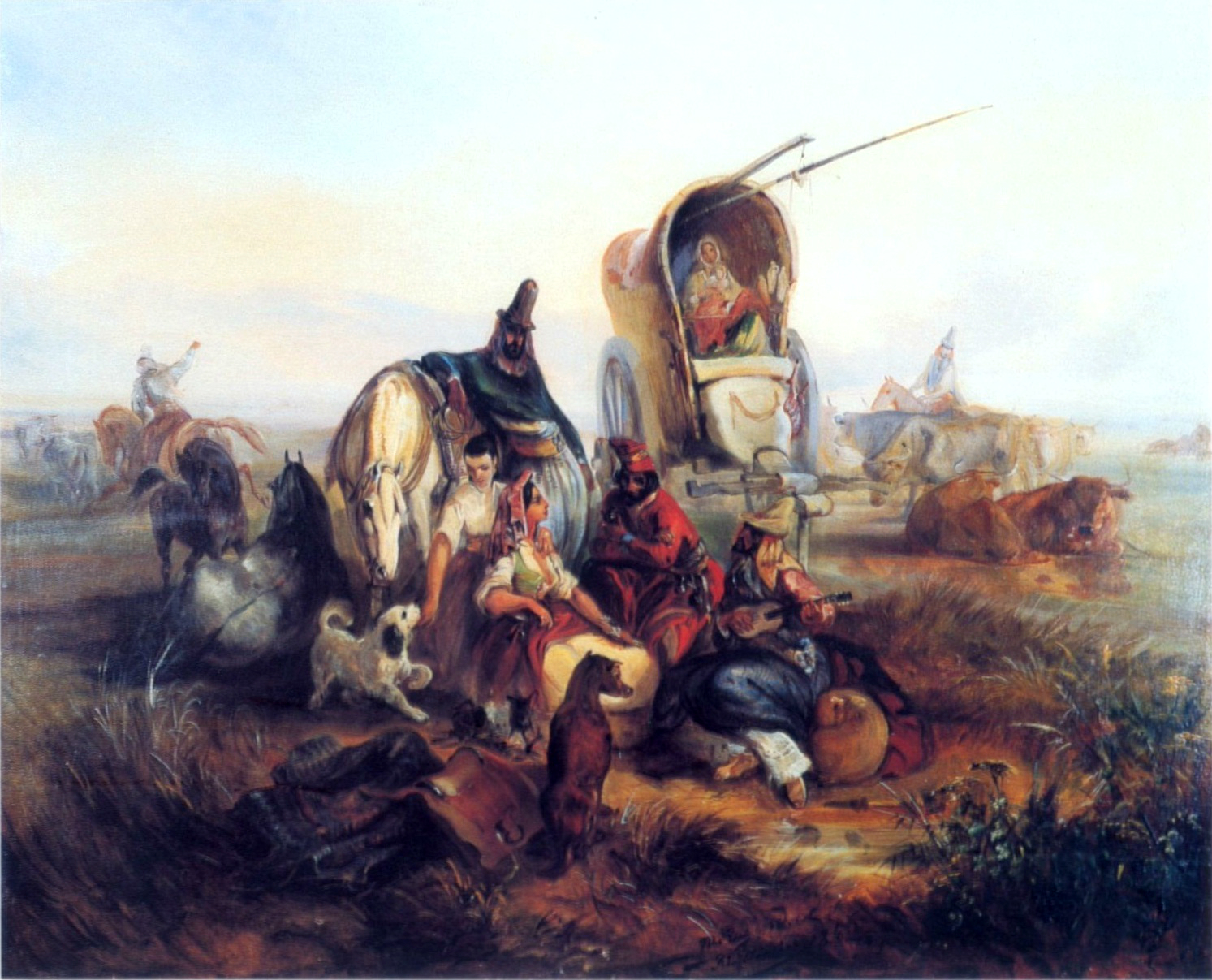
Gaúchos descansando nos Pampas, por Johann Moritz Rugendas.

Rosas e sua família mudaram-se de Buenos Aires para sua estância depois dos britânicos terem sido repelidos. Seu trabalho lá moldou ainda mais seu caráter e perspectiva como parte do estabelecimento social da região Platina. No Vice-Reino do Rio da Prata, os senhores de grandes quantidades de terra (como a família de Rosas) providenciavam comida, equipamento e proteção para as famílias que viviam em áreas sob seu controle. Suas forças de defesa particulares consistiam principalmente de trabalhadores que eram recrutados como soldados. A maioria dessas peões, como tais trabalhadores eram chamados, eram gaúchos.
A aristocracia rural de descendência espanhola considerava os gaúchos, iletrados e mestiços que formavam a maior parte da população, como ingovernáveis e indignos de confiança. Eles eram tolerados porque não existia outra força de trabalho disponível, porém eram tratados pelos senhores de terra com desprezo. Rosas se dava bem com os gaúchos ao seu serviço, mesmo com seu comportamento severo e autoritário. Era conhecido por se vestir como eles, contar piadas com eles, participar de jogos e brincadeiras com cavalos e pagá-los bem, porém Rosas nunca permitiu que esquecessem que era seu senhor e não seu igual. Rosas era um conservador moldado pela sociedade colonial em que vivia, defendendo a hierarquia e autoridade como os outros senhores da região.
Rosas adquiriu grande conhecimento sobre como administrar os ranchos e assumiu o controle das estâncias de sua família a partir de 1811. Dois anos depois casou com Encarnación Ezcurra, filha de uma rica família também vinda de Buenos Aires. Logo depois procurou estabelecer uma carreira própria, deixando as propriedades de seus pais. No processo produziu carne salgada e adquiriu terras. Os anos passaram e Rosas tornou-se um estancieiro de mérito próprio, acumulando terras enquanto estabelecia uma parceria bem sucedida com primos seus de segundo grau vindos do politicamente poderoso clã Anchorena. Seu trabalho duro e habilidades organizacionais ao implementar o trabalho foram essenciais para seu sucesso, ao invés de criar novos métodos ou empregar meios não-tradicionais.

## Chegada ao poder

### Caudilho

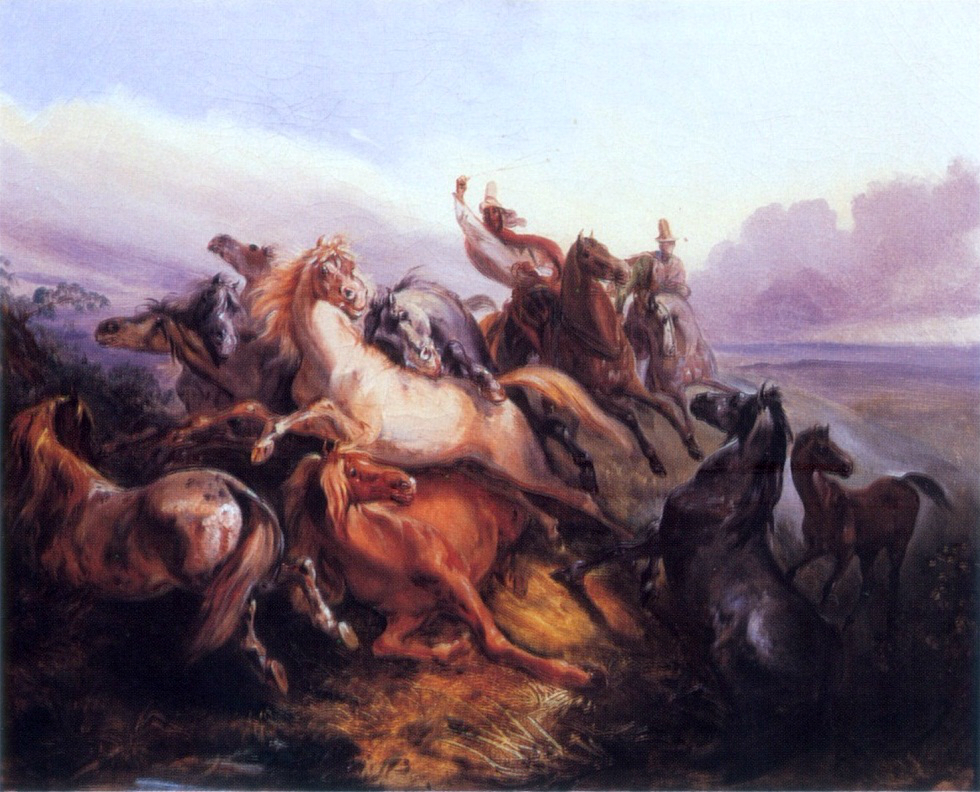
Gaúchos caçando cavalos assilvestrados, de Johann Moritz Rugendas.

A Revolução de Maio de 1810 marcou um dos estágios iniciais do processo que mais tarde levaria a desintegração do Vice-Reino do Rio da Prata, sua independência e a eventual formação da Argentina. Rosas, assim como muitos senhores de terras no interior, viam com suspeitas um movimento promovido principalmente por mercadores e burocratas da cidade de Buenos Aires. Ficou especialmente ultrajado pela execução de Santiago de Liniers nas mãos dos revolucionários. Rosas ficou nostálgico dos tempos coloniais, vendo-os como uma época estável, tranquila e próspera.
O Congresso de Tucumán cortou todos os laços restantes com o Império Espanhol em julho de 1816, com Rosas e outros senhores de terras aceitando a independência como fato já consumado. A independência causou uma ruptura nos territórios que formavam o Rio da Prata. A província de Buenos Aires lutou uma guerra civil com as outras províncias sobre o grau de autonomia que os governos provinciais teriam. O Partido Unitário defendia a proeminência de Buenos Aires, enquanto o Partido Federal apoiava a autonomia provincial. Uma década de conflito sobre a questão destruiu as ligações entre as capitais e as províncias, com novas repúblicas sendo proclamadas pelo país. Os esforços do governo de Buenos Aires para combater esses estados independentes encontraram resistência determinada por parte da população local. Rosas e seus gaúchos alistaram-se no exército de Buenos Aires em 1820 como o Quinto Regimento de Milícia, todos vestidos de vermelho e apelidados de "Colorados do Monte". Eles conseguiram repelir os exércitos invasores e salvar a província.
Rosas voltou para suas estâncias ao final do conflito tendo adquirido prestígio pelo serviço militar. Foi promovido a coronel de cavalaria e recebeu do governo mais terras como recompensa. Essas novas propriedades, junto com os negócios bem sucedidos e novas aquisições, aumentaram muito sua fortuna. Rosas era o décimo maior senhor de terra de Buenos Aires em 1830, sendo dono de trezentas mil cabeças de gado e 420 mil acres. Com sua recém conseguida influência, experiência militar, vastas propriedades e um exército particular de gaúchos completamente leais, Rosas tornou-se o modelo de caudilho por excelência, como eram conhecidos os senhores da guerra provinciais da região.

### Governador

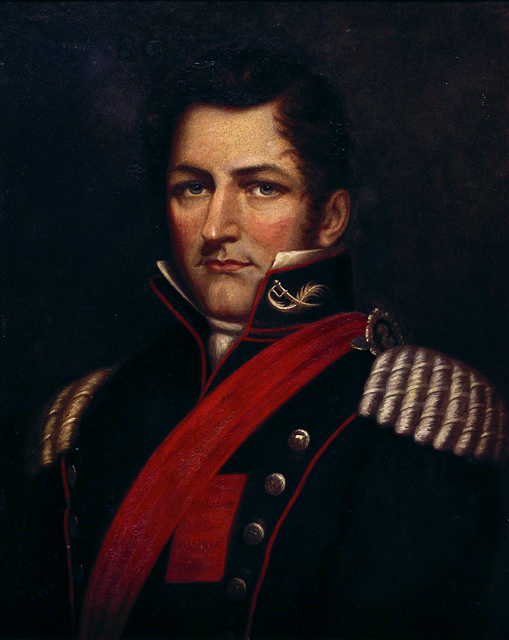
Rosas em 1829 por Arthur Onslow.

A unidade nacional ruiu sob o peso de seguidas guerras civis, rebeliões e golpes. A disputa Unitária–Federal trouxe instabilidade constante enquanto os caudilhos lutavam por poder e destruíam o interior do país. Rosas construiu uma base de poder por volta de 1826 que consistia em parentes, amigos e clientes, por fim entrando no Partido Federal. Permaneceu um grande defensor de sua província natal de Buenos Aires, pouco se importando com a ideologia política. Rosas havia lutado em 1820 do lado Unitário por enxergar a invasão Federal como uma ameaça à província. Quando os Unitários tentaram agradar os Federais propondo que Buenos Aires compartilhasse seus lucros com as outras províncias, Rosas viu essa ação como uma ameaça aos interesses de sua terra natal. Outras quatro províncias lideradas por caudilhos Federais rebelaram-se em 1827 contra o governo Unitário. Rosas foi a principal força por trás da tomada Federal de Buenos Aires e a eleição de Manuel Dorrego como governador. Recebeu em 14 de julho a patente de general-comandante das milícias rurais da província, aumentando mais seus poderes e influência.
Juan Lavalle, governador Unitário de Buenos Aires, prendeu Dorrego em dezembro de 1828 e o executou sem julgamento. Rosas acabou preenchendo o vazio criado na liderança Federal e se rebelou contra os Unitários. Ele se aliou com Estanislao López, líder caudilho da província de Santa Fé, derrotando Lavalle em abril do ano seguinte na Batalha da Ponte de Márquez. Rosas foi saudado como líder militar vitorioso e chefe dos Federais ao entrar na cidade de Buenos Aires em novembro. Foi considerado um homem atraente, tendo 1,77 metros de altura cabelos louros e "penetrantes olhos azuis". Charles Darwin o conheceu durante sua circunavegação a bordo do HMS Beagle e o descreveu como "um homem de caráter extraordinário". O diplomara britânico Henry Southern disse que "na aparência Rosas parece um cavaleiro fazendeiro inglês – seus modos são corteses sem serem refinados. É afável e agradável na conversa, que no entanto quase sempre gira em torno de si mesmo, porém este tom é aprazível e agradável o suficiente. Sua memória é estupenda: e sua precisão em todos os pontos de detalhe nunca falha".
A Câmara dos Representantes de Buenos Aires elegeu Rosas como governador em 6 de dezembro de 1829 e lhe concedeu "faculdades extraordinárias". Isso marcou o começo do seu regime, descrito por vários historiadores como uma ditadura. Ele mesmo se via como um ditador benevolente, dizendo: "Para mim, o ideal de um bom governo seria a autocracia paterna, inteligente, desinteressada e infatigável ... Eu sempre admirei os ditadores autocráticos que foram os primeiros serventes de seus povos. Este é meu grande título: eu sempre procurei servir o país". Rosas usou seu poder para censurar os críticos e banir seus inimigos. Mais tarde justificou essas medidas afirmando: "Quando eu assumi o governo eu peguei o governo em anarquia, dividido em facções inimigas, reduzido ao caos puro, um inferno em miniatura..."

### Campanha do Deserto

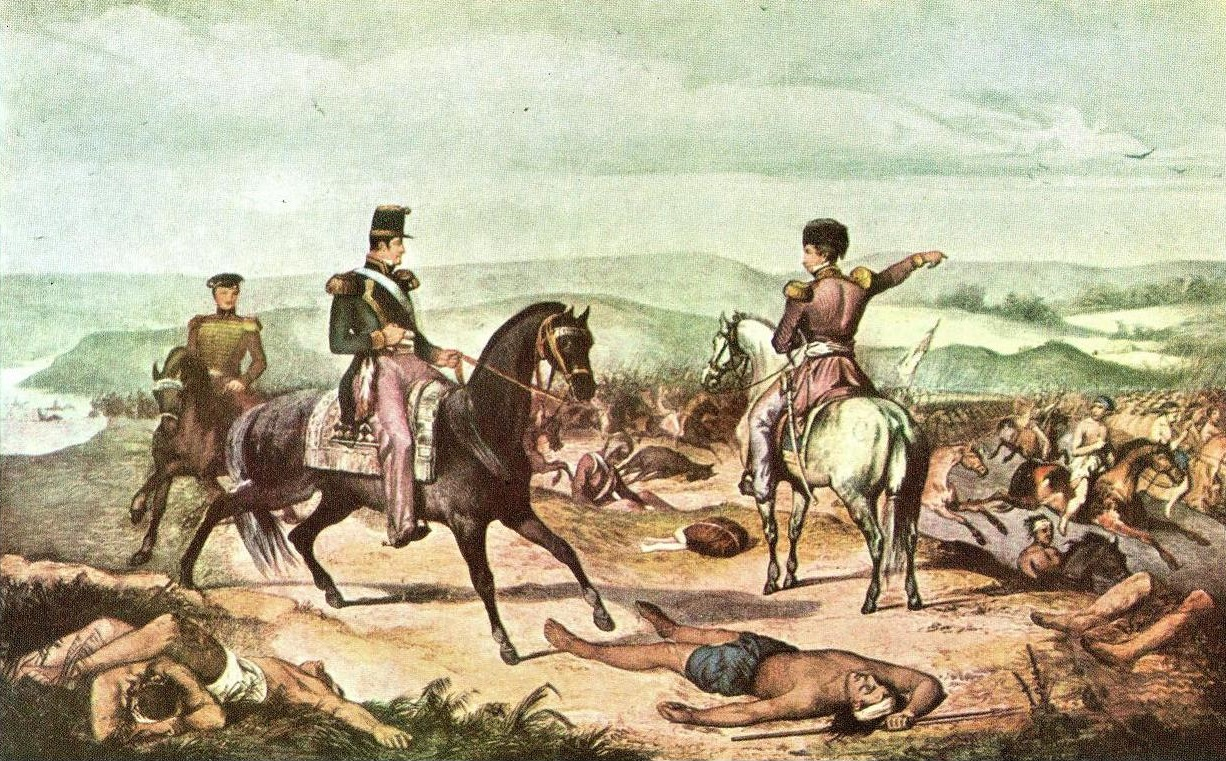
Rosas (montado no cavalo negro) liderando a guerra contra os índios, 1833.

O início da administração de Rosas foi ocupado por problemas de grandes déficits fiscais, enormes dívidas públicas e o impacto da desvalorização da moeda que seu governo herdou dos anteriores. Uma grande seca começou em dezembro de 1828 que durou até abril de 1832 e atingiu severamente a economia. Os Unitários ainda eram muitos e controlavam várias províncias que se uniram na Liga Unitária. A guerra civil entre os dois partidos finalmente terminou em março de 1831 quando José María Paz, o principal líder Unitário, foi capturado, acarretando também o fim da Liga Unitária. Naquele momento, Rosas se dispôs em concordar e reconhecer a autonomia provincial através do Pacto Federal. Melhorou a cobrança das receitas sem aumentar os impostos e diminuindo as despesas, tentando dessa forma aliviar os problemas financeiros do governo.
Rosas foi creditado ao final de seu mandato por ter combatido a instabilidade política e financeira. Entretanto, enfrentou uma oposição cada vez maior da Câmara dos Representantes. Todos os membros eram Federais, já que Rosas havia restaurado a legislatura estabelecida sob Dorrego e subsequentemente dissolvida sob Lavalle. Uma facção Federal, que aceitava uma ditadura como uma necessidade temporária, passou a defender a adoção de uma constituição. Rosas não queria governar limitado por uma estrutura constitucional e só abandonou seus poderes ditatoriais a contragosto. Seu mandato terminou pouco depois em 5 de dezembro de 1832.
Os estancieiros começaram a ir para o sul nos territórios habitados pelos povos indígenas enquanto o governo de Buenos Aires estava distraído com as brigas políticas. O conflito resultante necessitou de uma resposta governamental. Rosas apoiou firmemente políticas que defendiam essa expansão. Havia concedido terras ao sul em seu mandato de governador para veteranos de guerra e estancieiros que procuraram pastos alternativos durante a seca. Apesar do sul ser considerado uma terra praticamente deserta na época, tinha grandes potenciais e recursos para o desenvolvimento agrícola, particularmente para a operação de estâncias. O governo deu a Rosas o comando de um exército sob ordens de subjugar as tribos indígenas nos territórios cobiçados. Era generoso com os índios que se rendiam, recompensando-os com animais e bens de valor. Entretanto, Rosas caçou implacavelmente todos aqueles que se recusavam a se entregar, mesmo pessoalmente não gostando de matar os nativos. A chamada Campanha do Deserto foi de 1833 a 1834, com Rosas subjugando toda a região. Sua conquista do sul abriu caminho para muitas possibilidades de mais expansões territoriais, fazendo-o afirmar: "Os bons territórios, que se estendem dos Andes para a costa e até o Estreito de Magalhães, estão agora abertos para nossos filhos".

## Segundo mandato

### Poder absoluto

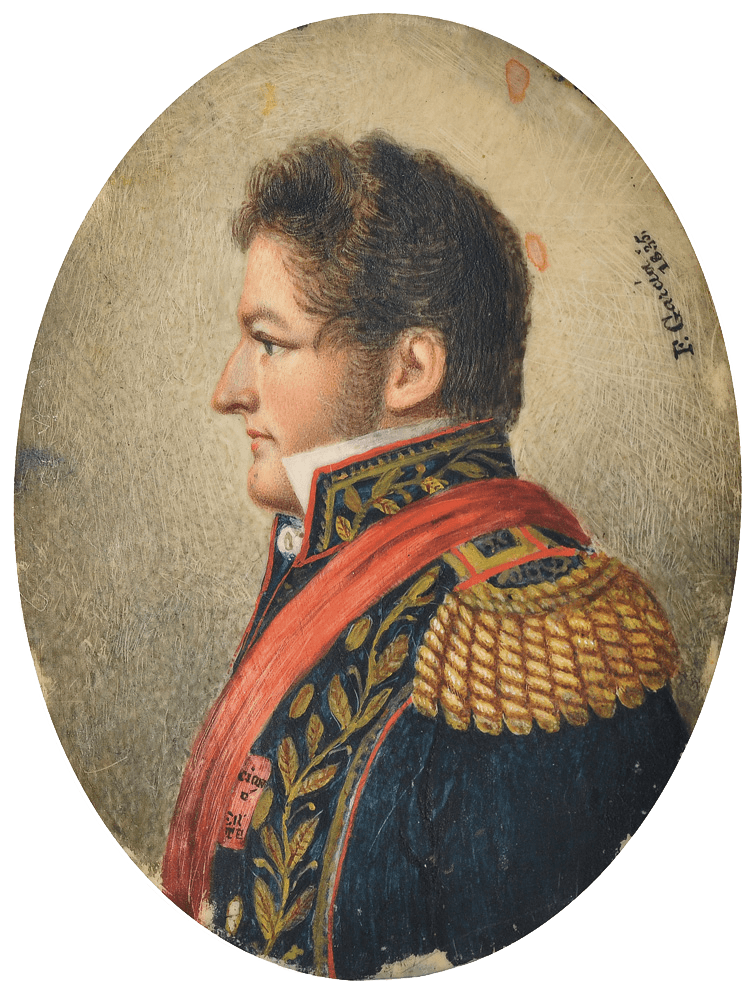
Rosas em 1835 por Fernando García del Molino.

Um grupo de Rosistas (apoiadores de Rosas) cercou Buenos Aires em outubro de 1833 enquanto ainda estava na Campanha do Deserto. Dentro da cidade sua esposa Encarnácion reuniu um contingente de associados para ajudar os cercantes. A Revolução dos Restauradores, como o golpe de estado Rosista ficou conhecido, forçou o governador provincial Juan Ramón Balcarce a renunciar. Rapidamente, este foi sucedido por outros dois políticos que presidiram sobre governos fracos e ineficientes. O Rosismo havia se tornado uma facção poderosa dentro do Partido Federal e passou a pressionar outras facções para aceitarem o retorno de Rosas, dotado de poderes ditatoriais a fim de restaurar a estabilidade. A Câmara dos Representantes por fim cedeu sob a pressão e Rosas foi reeleito governador em 7 de março de 1835, recebendo a soma dos três poderes públicos (executivo, legislativo e judiciário).
Um plebiscito foi realizado para determinar se os cidadãos de Buenos Aires apoiavam a reeleição de Rosas e a volta de seus poderes ditatoriais. Havia reduzido as eleições para uma farsa durante seu primeiro mandato como governador entre 1829 e 1832. Colocou apoiadores leais como juízes de paz, poderosos oficiais públicos com funções administrativas e judiciais que também estavam encarregados de cobrar impostos, liderar milícias e presidir sobre eleições. Os juízes de paz entregavam a Rosas qualquer resultado que o favorecia através da exclusão de eleitores e intimidação da oposição. Metade dos membros da Câmara dos Representantes enfrentavam eleições anualmente, com a oposição contra Rosas rapidamente sendo eliminada através de eleições fraudulentas que lhe permitiram controlar a legislatura. O controle sobre as finanças tinha sido retirado da legislatura, com a aprovação de legislações sendo feita apenas por carimbos para preservar alguma aparência de democracia. O resultado do plebiscito de 1833 foi um previsível 99,9% a favor do "sim".
Rosas acreditava que manipulações de eleições eram necessárias para estabilidade política já que a maior parte do país era analfabeta. Adquiriu poder absoluto sobre a província com o consentimento e apoio da maioria dos estancieiros e homens de negócios, que também compartilhavam as mesmas visões. Mesmo assim, as estâncias formavam a base de poder em que Rosas se sustentava. Lynch disse que existia "uma grande coesão de grupo e solidariedade entre a classe rural. O próprio Rosas era o centro de um vasto grupo de parentes baseados na terra. Era cercado por uma rede econômica e política muito unida ligando deputados, magistrados, oficiais e militares que também eram senhores de terras relacionados entre si ou com Rosas".

### Regime totalitário

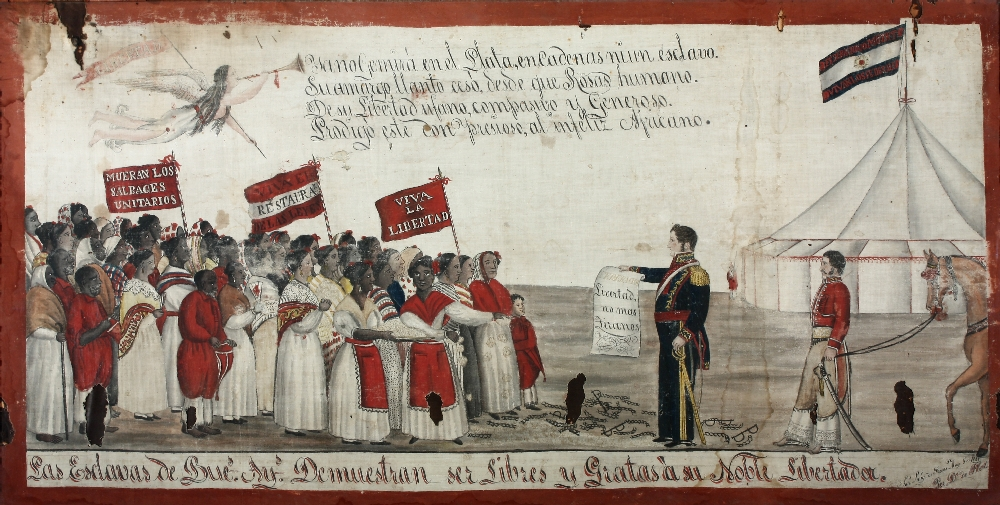
Escravos prestando homenagem a Rosas.

A autoridade e influência de Rosas espalhavam-se muito além da Câmara dos Representantes. Exercia  um controle rígido sobre a burocracia e também seu gabinete, afirmando que "Não imaginem que meus Ministros são algo além de meus Secretários. Eu os coloco em seus cargos para ouvir e relatar, e  nada mais". Seus apoiadores foram recompensados com posições dentro do aparato público, com qualquer um que julgasse uma ameaça sendo expurgado. Jornais da oposição foram queimados em praça pública. Rosas também criou um elaborado culto de personalidade, em que se apresentava como uma figura paterna e toda poderosa que protegia o povo. Seus retratos eram levados e carregados em demonstrações públicas e colocados nos altares de igrejas para serem venerados. O Rosismo deixou de ser apenas uma facção dentro do Partido Federal, tornando-se um movimento político. Rosas havia confidenciado em 1829 a um enviado diplomático uruguaio: "Digo a ti que não sou um Federal, e eu nunca pertenci a esse partido". Ainda afirmava durante seu tempo como governador que favorecia o federalismo contra o unitarismo, porém a prática federalista havia sido englobada para dentro do Rosismo.
Rosas estabeleceu um regime totalitário em que o governo procurava ditar todos os aspectos da vida pública e particular. Foi ordenado que a frase "Morte aos Selvagens Unitários" fosse colocada no topo de todos os documentos oficiais. Qualquer um na lista de pagamentos do estado – desde oficiais militares e padres até funcionários públicos e professores – estava obrigado a usar um distintivo vermelho com a inscrição "Federação ou Morte". Todos os homens precisavam ter o "visual federal", ou seja, possuir um grande bigode e costeletas, fazendo com que muitos usassem bigodes falsos. A cor vermelha – símbolo tanto do Partido Federal quanto do Rosismo – tornou-se onipresente em toda província de Buenos Aires. Os soldados usavam chiripás (mantas usadas como calças), chapéus e casacos, com cavalos usando adornos vermelhos. Os civis também eram forçados a usar a cor. Um colete vermelho, distintivo vermelho e chapéu vermelho eram requeridos para os homens, enquanto as mulheres vestiam fitas na mesma cor e as crianças usavam uniformes escolares baseados nos paradigmas rosistas. Interiores e exteriores de prédios também eram decorados na cor vermelha.
A maioria do clero católico em Buenos Aires apoiou o regime de Rosas. Os Jesuítas foram os únicos que se opuseram e acabaram expulsos do país. A camada social mais baixa de Buenos Aires, que formava a vasta maioria da população, não passou por nenhuma melhora nas condições em que viviam. Quando Rosas cortou gastos, cortou recursos da educação, recursos sociais, de bem-estar geral e trabalhos públicos. Nenhuma das terras confiscadas dos índios e Unitários foram entregues para os trabalhadores ou gaúchos. Pessoas negras também não tiveram melhoras em suas condições de vida. O próprio Rosas era um senhor de escravos, ajudando a reavivar o comércio atlântico de escravos. Permaneceu popular entre os negros e gaúchos mesmo tendo feito muito pouco para cumprir suas promessas. Rosas empregava negros, apadrinhava suas festas e comparecia ao candomblé. Os gaúchos admiravam sua liderança e boa vontade em confraternizar com eles até certo ponto.

### Terrorismo de Estado

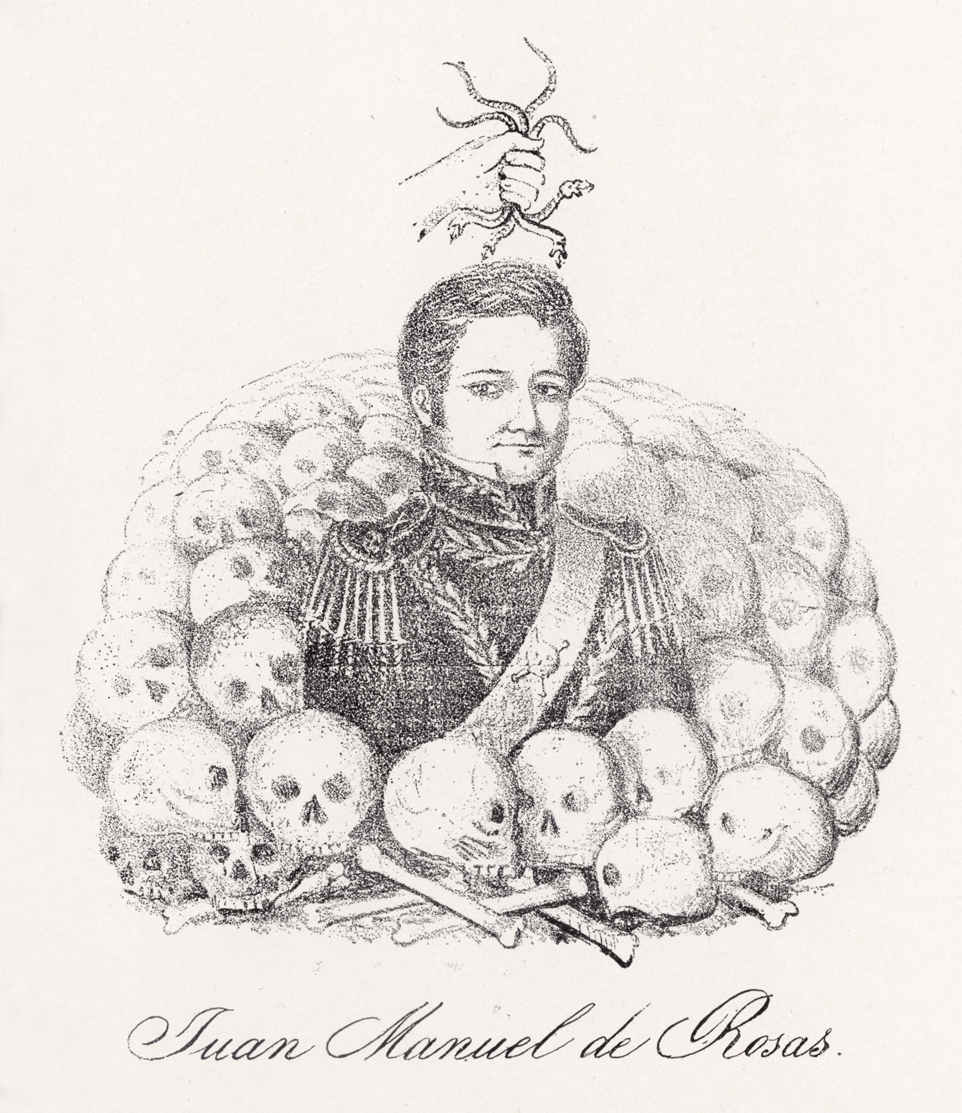
Caricatura anti-Rosas c. 1841–1842 por Antonio Somellera.

Além dos expurgos, banimentos e censura, Rosas tomou medidas contra a oposição e qualquer um quem considerava uma ameaça, algo que historiadores consideraram um terrorismo de Estado. O terror era um instrumento usado para intimidar vozes dissidentes, fortalecer seu apoio dentre seus próprios partidários e aniquilar seus inimigos. Seus alvos eram denunciados como tendo laços com os Unitários, alguns sem fundamentos. Aqueles vitimizados incluíam membros de seu governo e partido que eram suspeitos de não serem leais o bastante. Seu não existiam oponentes para serem usados, o regime pegava outros alvos que eram punidos como exemplo. Um clima de medo era usado a fim de criar uma conformidade inquestionável sobre aquilo que Rosas ditava.
O terrorismo de Estado era realizado pela Mazorca, uma unidade de polícia armada parte da Sociedade Popular Restauradora. As duas foram criações de Rosas, que exercia controle rígido de ambas. As táticas dos mazorqueiros incluíam varreduras nos bairros, casas vasculhadas e os ocupantes intimidados. Aqueles que ficavam sob seu poder eram presos, torturados e mortos. As execuções ocorriam geralmente por fuzilamento, perfuração por lanças ou corte na garganta. Muitos foram castrados, tiveram suas barbas escalpadas ou suas línguas cortadas. Estimativas modernas relatam por volta de duas mil pessoas mortas entre 1829 e 1852.
Apesar do sistema judicial ainda existir em Buenos Aires, Rosas retirou qualquer independência que as cortes podiam exercer, tanto ao controlar as nomeações de juízes quanto ao contorná-las completamente. Ele mesmo presidia os casos, emitindo sentenças que incluíam multas, serviço no exército, aprisionamento ou execução. O exercício do terrorismo de Estado como ferramenta de intimidação era restrita ao próprio Rosas; seus subordinados não tinham menor controle sobre ela. Isso era usado contra alvos específicos ao invés de randomicamente. O terrorismo era algo orquestrado ao invés de ser o produto do zelo popular, sendo direcionado para efeito ao invés de indiscriminação. Demonstrações anárquicas, vigilantismo e desordem eram antiéticas para um regime que defendia lei e ordem. Estrangeiros eram isentos dos abusos, assim como pessoas muito pobres ou inconsequentes para servirem como exemplo. As vítimas eram escolhidas baseadas em quão úteis poderiam ser como ferramentas de intimidação.

## Luta pelo domínio

### Rebeliões e ameaças

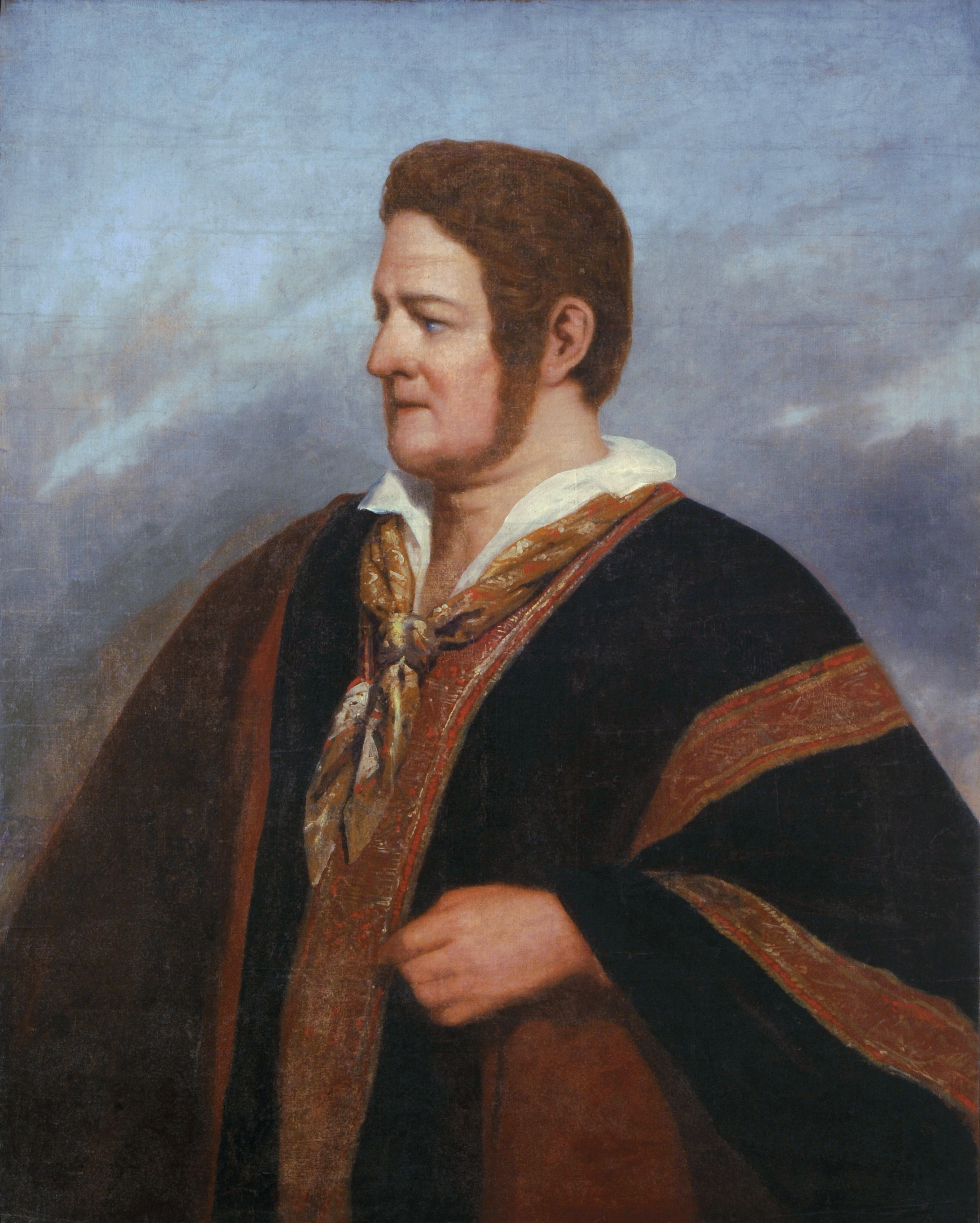
Rosas vestido como gaúcho em 1842 por Raymond Monvoisin.

Rosas enfrentou uma série de grandes ameaças ao seu poder no final da década de 1830 e início da de 1840. Os Unitários encontraram um aliado em Andrés de Santa Cruz, o governante da Confederação Peru-Boliviana. Rosas declarou guerra contra o país vizinho em 19 de março de 1837, juntando-se à Guerra da Confederação entre o Chile e o Peru-Bolívia. O exército Rosista teve um papel pequeno no conflito, que terminou na derrubada de Santa Cruz e a dissolução da confederação. A França declarou em 28 de março de 1838 um bloqueio ao Porto de Buenos Aires em uma tentativa de estender sua influência para a região. Rosas era incapaz de combater os franceses e assim aumentou a repressão interna a fim de prevenir-se contra potenciais levantes contra o regime.
O bloqueio causou grandes danos à economia de todas as províncias, já que elas exportavam bens através do porto de Buenos Aires. Mesmo com o Pacto Federal, as outras províncias há muito estavam descontentes com a preeminência que Buenos Aires tinha sobre elas. A província de Corrientes se revoltou em 28 de fevereiro de 1839 e atacou tanto Buenos Aires quanto a província de Entre Ríos. Rosas contra atacou e derrotou os rebeldes, matando seu governador Genaro Berón de Astrada. Em junho descobriu uma trama elaborada por dissidentes Rosistas que ficou conhecida como a Conspiração de Maza para tirá-lo do poder. Rosas aprisionou alguns dos envolvidos e executou outros. Manuel Vicente Maza, ex-governador e presidente tanto da Câmara dos Representantes quanto da Suprema Corte, foi assassinado pelos agentes da Mazorca dentro dos corredores do parlamento sob o pretexto de que seu filho estava envolvido na conspiração. Os estancieiros no interior, incluindo um dos irmãos mais novos de Rosas, iniciaram a Rebelião do Sul. Os rebeldes tentaram se aliar com a França, porém foram facilmente subjugados, com muitos perdendo suas vidas e propriedades.
Juan Lavalle voltou do exílio em setembro de 1839 depois de dez anos. Ele se aliou com o governador de Corrientes, Pedro Ferré, e invadiu Buenos Aires na liderança de tropas Unitárias armadas e abastecidas pelos franceses. As províncias vizinhas de Tucumán, Salta, Rioja, Catamarca e Jujuy ficaram audaciosas pelas ações de Lavalle e formaram a Coalizão do Norte, também revoltando-se contra Buenos Aires. O Reino Unido interveio do lado de Rosas e a França acabou encerrando o bloqueio em 29 de outubro de 1840. A disputa contra os inimigos internos foi dura. Lavalle foi morto em dezembro de 1842 e todas as outras províncias foram derrotadas, com a exceção de Corrientes que só foi subjugada em 1847. O terrorismo também foi empregado no campo de batalha já que os Rosistas se recusavam a fazer prisioneiros. Os homens derrotados tinham suas gargantas cortadas e suas cabeças exibidas em público.

### Governante da Argentina

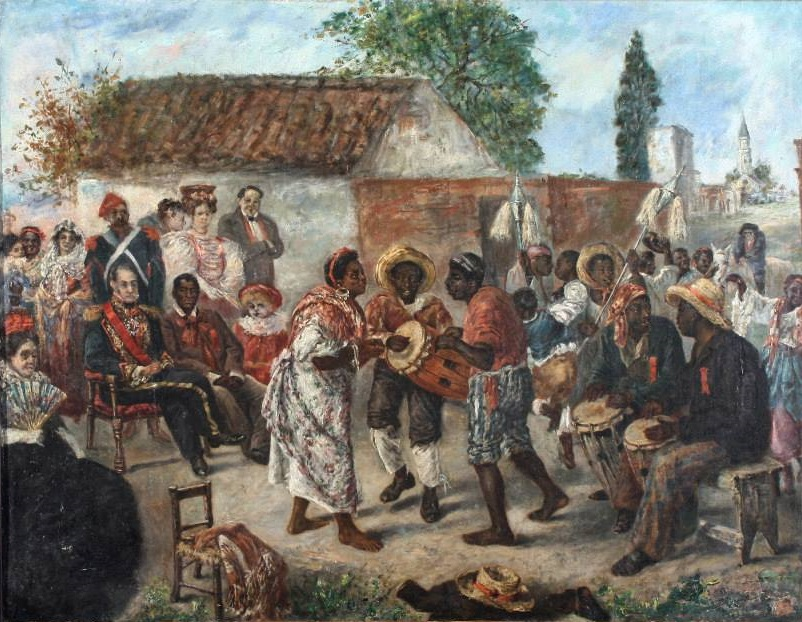
Rosas (esquerda, sentado) numa cerimônia de candomblé em 1845 por Martín Boneo.

Rosas conseguiu estabelecer domínio absoluto da região por volta de 1845. Exercia controle completo sobre todos os aspectos da sociedade com o forte apoio do exército. Foi elevado em 18 de dezembro de 1829 de coronel para general de brigada, a maior patente do exército. Recusou em 12 de novembro de 1840 uma promoção para a recém criada patente de grande marechal, que tinha sido conferida a ele pela Câmara dos Representantes. O exército era liderado por oficiais que tinham origens e valores semelhantes aos dele. Rosas tinha confiança em seu poder e fez algumas concessões ao devolver propriedades confiscadas, desfazendo a Mazorca e terminando com as torturas e assassinatos políticos. Os habitantes de Buenos Aires ainda se vestiam e se comportavam de acordo com as regras estabelecidas e impostas, porém o clima constante de medo foi muito reduzido.
Quando fora eleito governador pela primeira vez em 1829, Rosas não possuía poder fora de Buenos Aires. Não havia governo ou parlamento nacional. O antigo Vice-Reino do Rio da Prata tinha sido sucedido pelas Províncias Unidas do Rio da Prata, que depois do Pacto Federal e oficialmente em 22 de maio de 1835 tinham cada vez mais ficado conhecidas como a Confederação Argentina. A vitória de Rosas sobre as outras províncias transformou todas em satélites de Buenos Aires. Gradualmente colocou governadores provinciais que eram seus aliados ou muito fracos para exercer alguma independência, permitindo que governasse todas as províncias da Argentina. Rosas começou em 1848 a chamar seu governo de o "governo da confederação" e o "governo geral", algo que seria inconcebível alguns anos antes. No ano seguinte se autointitulou "Chefe Supremo da Confederação" com a aceitação das províncias, tornando-se o líder incontestável de toda Argentina.
A questão de quem sucederia Rosas cada vez mais se tornou uma preocupação dentre seus apoiadores enquanto envelhecia e sua saúde piorava. Sua esposa Encarnación tinha morrido em outubro de 1838 depois de uma longa doença. Mesmo devastado, Rosas explorou sua morte para aumentar o apoio do regime. Começou pouco depois aos 47 anos de idade a ter um caso com María Eugenia Castro, sua empregada de quinze anos com quem teve cinco filhos ilegítimos. De seu casamento com Encarnación teve dois filhos: Juan Bautista Pedro e Manuela Robustiana. Rosas estabeleceu uma ditadura hereditária nomeando seus filhos do casamento como seus sucessores, afirmando que "ambos são crianças dignas de minha amada Encarnación, e se, se Deus queira, eu morra, então vocês descobrirão que eles são capazes de me suceder". Não se sabe se Rosas era secretamente um monarquista. Posteriormente em seu exílio declararia que a princesa Alice do Reino Unido seria a governante ideal de seu país. Entretanto, Rosas afirmava em público que seu regime era de natureza republicana.

## Apogeu e queda

### Bloqueio anglo-francês

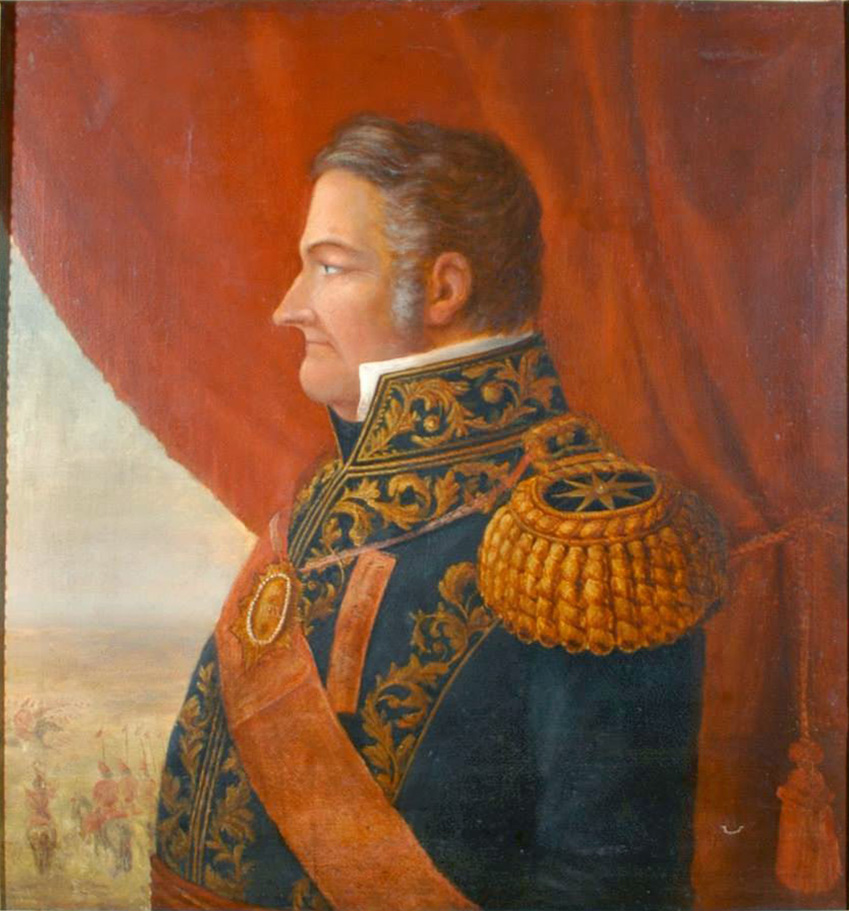
Rosas em 1845 por Fernando García del Molino.

O desmembramento do Vice-Reino do Rio da Prata durante a década de 1810 eventualmente resultou na emergência dos países independentes do Paraguai, Bolívia e Uruguai na parte norte do antigo Vice-Reino, enquanto os territórios de sua parte sul aglutinaram-se nas Províncias Unidas do Rio da Prata. Rosas planejava restaurar uma porção considerável, senão toda, das antigas fronteiras do Vice-Reino. Nunca reconheceu a independência do Paraguai e o considerava como uma província argentina rebelde que inevitavelmente seria reconquistada. Enviou um exército sob o comando de Manuel Oribe que invadiu o Uruguai e conquistou a maior parte do país, exceto por sua capital Montevidéu que aguentou a partir de 1843 um longo cerco. Rosas negou conceder independência ao Uruguai mesmo pressionado pelos britânicos. Todas as ameaças estrangeiras em potencial aos planos de Rosas na América do Sul tinham ruído, como a Grã-Colômbia e a Confederação Peru-Boliviana, ou estavam enfrentando problemas internos, como por exemplo o Império do Brasil. Bloqueou o porto de Montevidéu e fechou as rotas de comércio fluviais com o objetivo de reforçar suas reivindicações ao Uruguai e Paraguai, além de manter seu domínio sobre as províncias argentinas.
A perda das rotas de comércio era inaceitável para o Reino Unido e a França. Ambas as nações estabeleceram em 17 de setembro de 1845 um bloqueio anglo-francês do Rio da Prata e reforçaram a livre navegação pela bacia do rio da Prata (também chamada de Região Platina). A Argentina resistiu à pressão e lutou até um impasse. A guerra não declarada causava mais dano econômico ao Reino Unido e à França do que à Argentina. Os britânicos começaram a enfrentar uma pressão cada vez maior em casa assim que perceberam que o acesso aos outros portos na Região Platina não compensava a perda de comércio com Buenos Aires. Os britânicos encerraram as hostilidades e acabaram com o bloqueio no dia 15 de julho de 1847, com a França fazendo o mesmo em 12 de junho do ano seguinte. Rosas tinha conseguido resistir às duas maiores potências mundiais da época; sua posição e a da Argentina aumentaram muito dentre as nações da América Hispânica. O humanista venezuelano Andrés Bello resumiu a opinião predominante, considerando Rosas entre "as principais fileiras de grandes homens da América".
Mesmo com seu prestígio em pleno crescimento, Rosas não fez tentativa alguma de liberalizar mais seu regime. Todo ano apresentava sua renúncia e a dócil Câmara dos Representantes previsivelmente recusava, afirmando que mantê-lo no cargo era vital para o bem estar da nação. Rosas até mesmo permitiu que exilados argentinos voltassem para casa, porém apenas porque estava confiante o bastante de seu controle sobre o país e de que ninguém se arriscaria a desafiá-lo. A execução em agosto de 1848 da jovem grávida Camila O'Gorman, acusada de um romance proibido com um padre, causou grande repúdio por todo o continente. Mesmo assim, ela serviu como um aviso claro de que Rosas não tinha a intenção de afrouxar seu domínio.

### Guerra do Prata

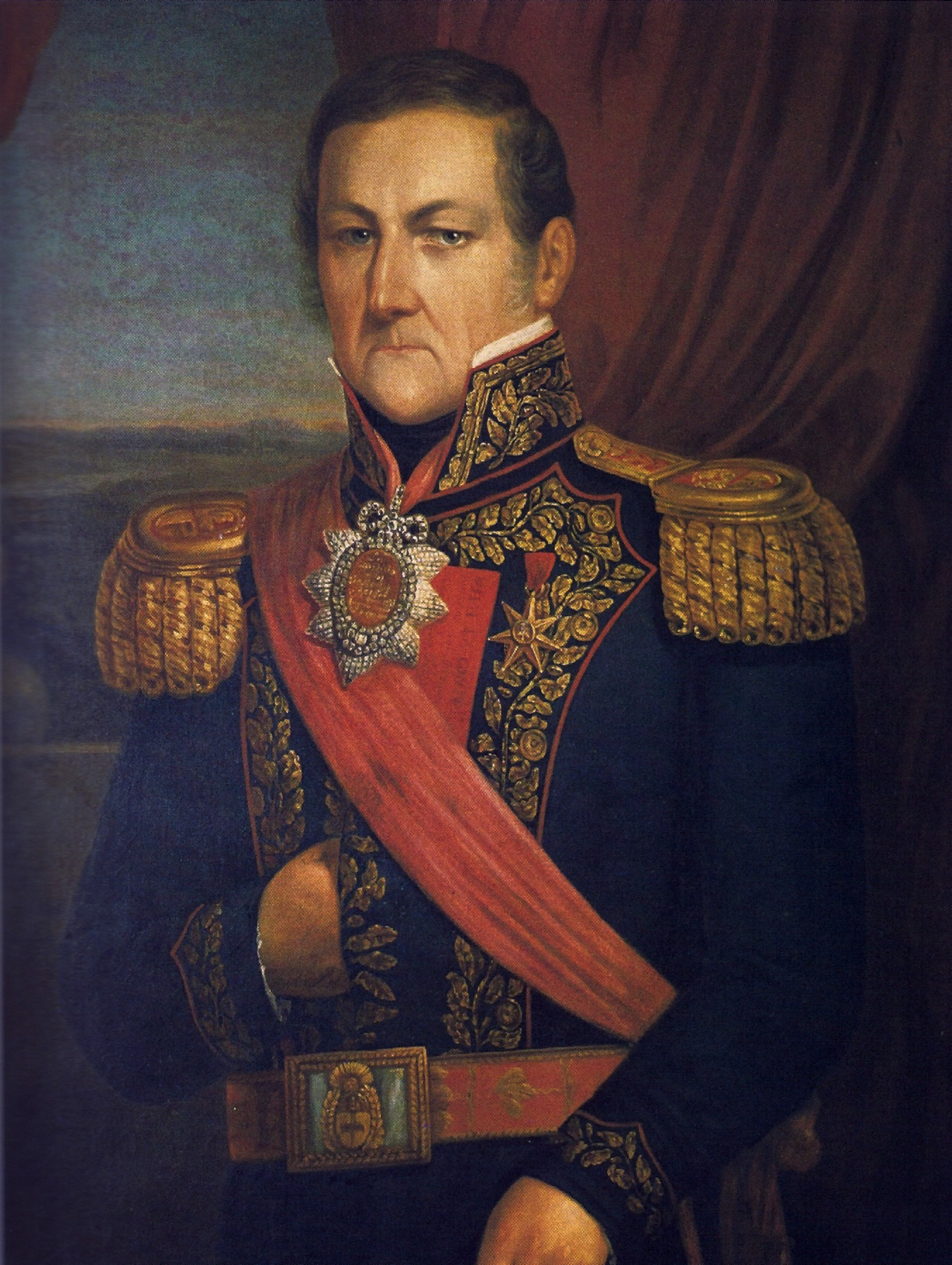
Rosas c. 1850 por Fernando García del Molino.

Rosas falhou em perceber que o descontentamento estava crescendo constantemente pelo país. Ficou cada vez mais recluso ao longo da década de 1840 dentro de sua casa de campo em Palermo, alguns quilômetros de distância da cidade de Buenos Aires. Lá vivia e governava sob uma proteção pesada de guardas e patrulhas. Rosas negava se encontrar com seus ministros e contava apenas com secretários. Sua filha Manuela substituiu Encarnación como seu braço direito e tornou-se sua ligação com o mundo exterior. O motivo de seu isolamento cada vez maior foi dado por um membro de seu secretariado: "O ditador não é estúpido: ele sabe que o povo o odeia; ele vai em medo constante e sempre tem um olho na chance de roubá-los e abusá-los e o outro em fazer uma escapada. Ele tem um cavalo prontamente selado na porta de seu escritório dia e noite".
Enquanto isso, o Brasil estava em ascensão sob o reinado do imperador D. Pedro II e começou a prestar apoio ao governo uruguaio, que ainda mantinha-se em Montevidéu, e também ao ambicioso Justo José de Urquiza, um caudilho de Entre Ríos que havia se rebelado contra Rosas. Urquiza anteriormente tinha sido um dos tenentes mais confiáveis do ditador argentino, porém agora lutava por um governo constitucional, porém sua ambição por se tornar chefe de estado mal era escondida. Rosas em retaliação declarou guerra contra o Brasil em 18 de agosto de 1851, iniciando a Guerra do Prata. O exército de Oribe no Uruguai se rendeu para Urquiza em outubro. Este então marchou para o território argentino em direção de Buenos Aires com armas e apoio financeiro brasileiro.
Rosas estranhamente permaneceu passivo ao longo de todo o conflito. O governante argentino perdeu as esperanças assim que percebeu que tinha caído em uma armadilha. Mesmo se conseguisse derrotar Urquiza, suas forças provavelmente estariam muito enfraquecidas para enfrentar o Exército Brasileiro que estava pronto para invadir a Argentina. Sem alternativas, afirmou: "Não há outro meio; temos que jogar pelas apostas altas e ir com tudo. Aqui estamos, e daqui não há recuo". Urquiza saiu vitorioso da Batalha de Monte Caseros em 3 de fevereiro de 1852 e Rosas logo depois fugiu de Buenos Aires, disfarçando-se e embarcando em um navio que o levou para o Reino Unido. Comentou amargurado: "Não foi o povo [argentino] que me derrubou. Foram os macacos, os brasileiros".

## Exílio e morte

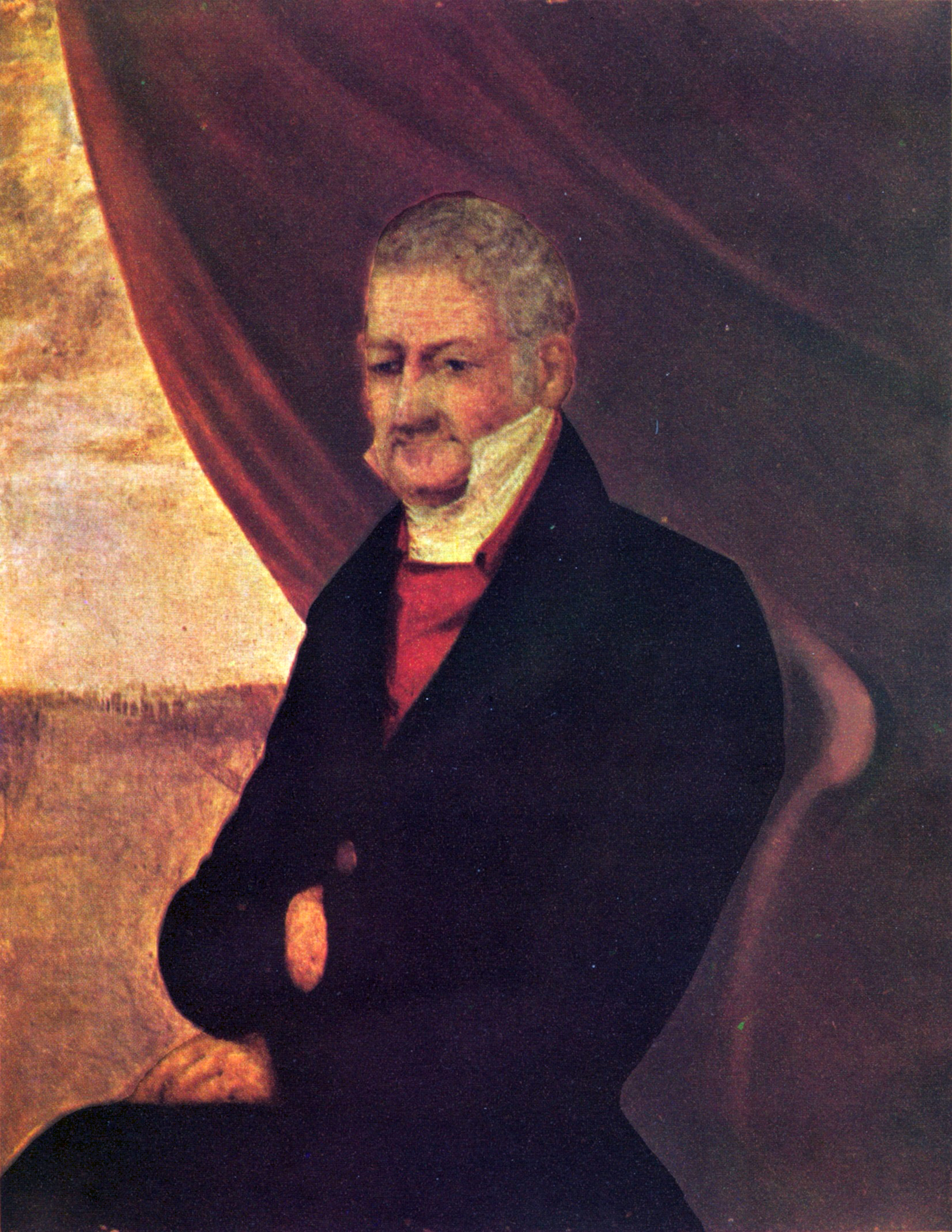
Rosas c. 1870.

Rosas chegou em Plymouth no dia 26 de abril de 1852. Os britânicos lhe concederam asilo, pagaram sua viagem e o receberam com uma salva de 21 tiros de canhão. Essas honras lhe foram prestadas porque, segundo lorde James Harris, 3º Conde de Malmesbury e Secretário dos Assuntos Estrangeiros, o "General Rosas não é um refugiado comum, porém um que mostrou grande distinção e bondade com os mercadores britânicos que comerciavam com seu país". Rosas meses antes tinha arranjado proteção e asilo com encarregado de negócios britânico capitão Robert Gore caso fosse derrotado. Seus dois filhos com Encarnación também o seguiram no exílio, porém Juan Bautista logo retornou com sua família para a Argentina. Manuela se casou com o filho de um dos associados do pai, um ato que o ex-ditador nunca perdoou. Era um pai dominador e queria que sua filha se dedicasse exclusivamente a ele. Manuela permaneceu leal e manteve contato mesmo com Rosas tendo proibido que ela escrevesse ou lhe visitasse.
O novo governo argentino confiscou todas as propriedades de Rosas e o julgou como um criminoso, sentenciando-o à morte. Rosas ficou desconcertado que a maioria de seus amigos, apoiadores e aliados lhe tinham abandonado, ficado em silêncio ou abertamente críticos dele. O Rosismo desapareceu imediatamente. Como Lynch colocou: "A classe rural, apoiadores e beneficiários de Rosas tinham agora que fazer as pazes – e seus lucros – com seus sucessores. Sobrevivência, não lealdade, era sua política". Urquiza se reconciliou com o antigo ditador e lhe enviou ajuda financeira, esperando apoio político em troca – mesmo tendo restado pouquíssimo capital político para Rosas. Acompanhou os desenvolvimentos políticos da Argentina no exílio, sempre esperando por uma oportunidade para retornar, porém nunca mais se insinuou nos assuntos do país.
Rosas não era desamparado no exílio, porém viveu modestamente em meio de restrições financeiras pelo restante de sua vida. Poucos amigos leais lhe enviaram dinheiro, mas nunca era o bastante. Vendeu uma de suas estâncias antes das confiscações e tornou-se um arrendatário rural em Swaythling, subúrbio de Southampton. Rosas empregou uma governanta e entre dois e quatro trabalhadores, aos quais pagava salários abaixo da média. Ele encontrou prazer em sua vida fazendeira mesmo com as constantes preocupações com dinheiro, afirmando certa vez: "Agora me considero feliz nesta fazenda, vivendo em condições modestas como pode ver, ganhando a vida do jeito duro pelo suor da minha testa". Um contemporâneo o descreveu em seus últimos anos: "Ele tinha na época oitenta, um homem ainda bonito e imponente; seus modos eram muito refinados, e o ambiente modesto não fez nada para diminuir seu ar de grande senhor, herdado de sua família". Depois de sair para caminhar em um dia frio, Rosas pegou pneumonia e morreu às 7h00min do dia 14 de março de 1877. Uma missa particular foi realizada e teve a presença de familiares e alguns amigos, com seu corpo sendo logo em seguida enterrado no cemitério municipal de Southampton.

## Legado

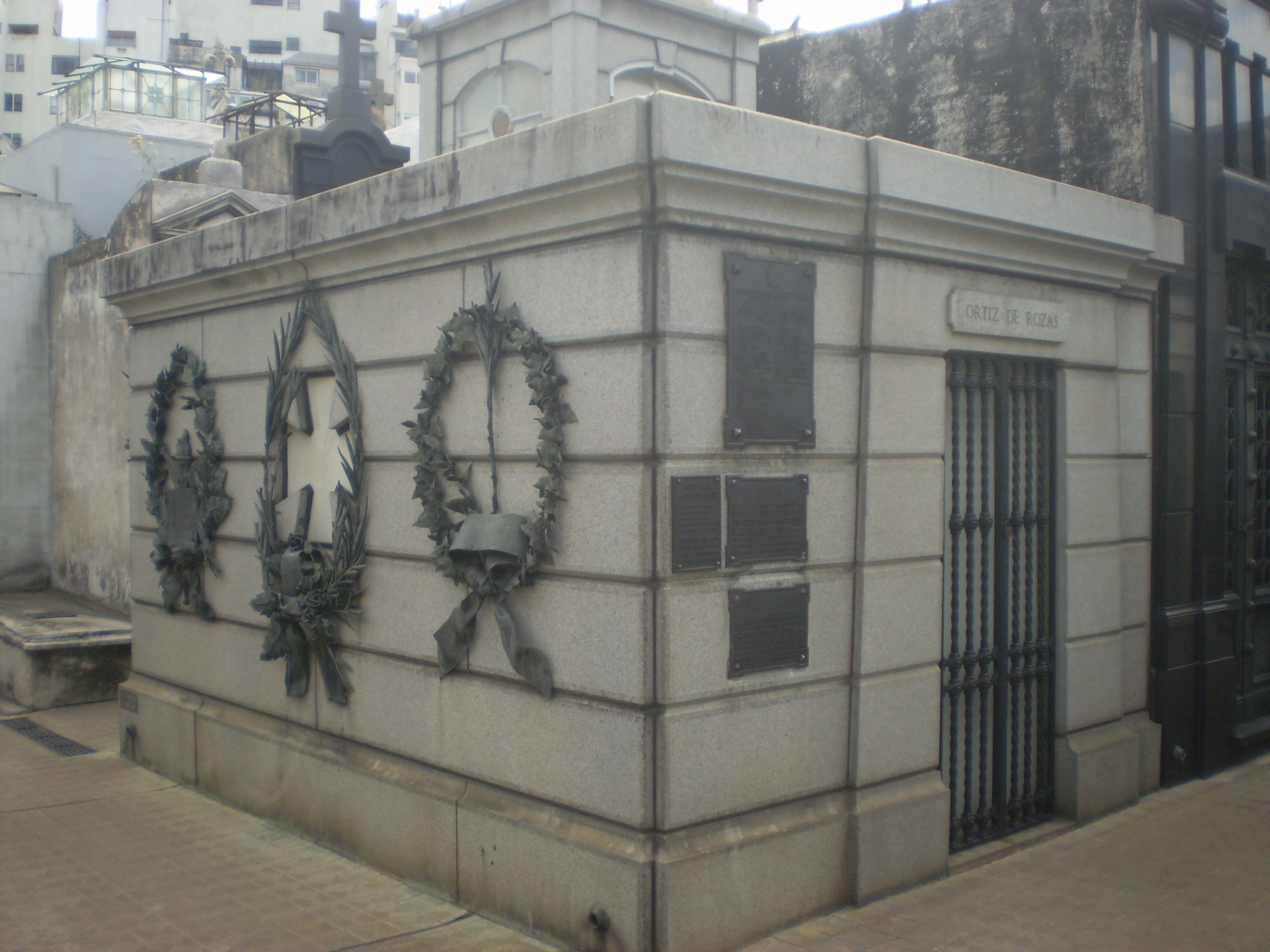
O jazigo da família Rosas no Cemitério da Recoleta, Buenos Aires.

Tentativas sérias de reavaliar a reputação de Rosas começaram na década de 1880 com a publicação de trabalhos acadêmicos por Adolfo Saldías e Ernesto Quesada. Posteriormente, um movimento mais descaradamente "revisionista" surgiria com o nome de Nacionalismo. Este era um movimento político que apareceu na Argentina nos anos 1920 e chegaria ao seu ápice na década de 1930. Foi o equivalente argentino das ideologias autoritárias que floresceram no mesmo período, como o nazismo, fascismo e integralismo. O Nacionalismo argentino era um movimento político autoritário, antissemita, racista e misógino que apoiava teorias pseudo-científicas baseadas em raça como a eugenia. O Revisionismo era a ala historiográfica do Nacionalismo. O principal objetivo era estabelecer uma ditadura nacional. Para o movimento Nacionalista, Rosas e seu regime eram idealizados e retratados como paradigmas de virtude governamental. O Revisionismo servia como uma ferramenta útil, já que o principal propósito dos revisionistas dentro do movimento Nacionalista era reabilitar a imagem de Rosas.
O Revisionismo falhou em ser levado a sério. De acordo com o historiador Michael Goebel, os revisionistas tinham uma "falta de interesse em padrões acadêmicos" e eram conhecidos por "sua marginalidade institucional no campo intelectual". Eles também nunca foram bem sucedidos em alterar a visão predominante sobre Rosas. William Spence Robertson escreveu em 1930: "Entre os personagens enigmáticos da 'Era de Ditadores' na América do Sul, nenhum desempenhou um papel mais espetacular do que o ditador argentino Juan Manuel de Rosas, cuja figura gigante e ominosa transpôs o Rio da Prata por mais de vinte anos. Tão despótico era seu poder que os escritores argentinos denominaram eles próprios essa era em sua história como 'a Tirania de Rosas'". William Dusenberry afirmou em 1961: "Rosas é uma memória negativa na Argentina. Deixou para trás uma lenda negra na história argentina – uma lenda que os argentinos em geral desejam esquecer. Não há nenhum monumento para ele em toda a nação; nenhum parque, praça ou rua carrega seu nome".
A Argentina na década de 1980 era um país muito dividido e fragmentado, tendo enfrentado ditaduras militares, enormes crises econômicas e a derrota na Guerra das Malvinas. O presidente Carlos Menem decidiu repatriar os restos de Rosas e aproveitar a ocasião para unir o povo argentino. Menem acreditava que se os argentinos pudessem perdoar Rosas e seu regime, eles poderiam fazer a mesma coisa com o passado mais recente e mais vívido na memória. Um enorme e elaborado cortejo foi organizado pelo governo e realizado em 30 de setembro de 1989, depois do qual os restos do ex-ditador foram enterrados no jazigo de sua família dentro do Cemitério da Recoleta em Buenos Aires. Aliado próximo de neorrevisionistas, Menem (e seus sucessores peronistas os presidentes Néstor Kirchner e Cristina Kirchner) homenagearam Rosas na nota de vinte pesos, selos postais e monumentos, causando reações mistas dentre a população. Rosas ainda assim permanece uma figura controversa entre o povo argentino, que "há muito tem sido fascinado e ultrajado" por ele, segundo escreveu o historiador John Lynch.